# Кадук панамський
Кадук панамський (Myrmotherula ignota) — вид горобцеподібних птахів родини сорокушових (Thamnophilidae). Мешкає в Південній Америці.

## Опис
Довжина птаха становить 7-8 см. Верхня частина тіла в самця чорна, поцяткована жовтуватими смужками, тім'я чорне. Нижня частина тіла жовтувата, поцяткована малопомітними чорними смужками. Крила і хвіст пістряві. чорно-білі.

## Підвиди
Виділяють два підвиди:
- M. i. ignota Griscom, 1929 — східна Панама, північна і західна Колумбія, північно-західний Еквадор;
- M. i. obscura Zimmer, JT, 1932 — східна Колумбія, східний Еквадор, північно-східне Перу, північно-західна Бразилія.

Деякі дослідники вважають ці два підвиди окремими видами.

## Поширення і екологія
Панамські кадуки поширені від східної Панами через західну Колумбію до північно-західного Еквадора, а також в Амазонії. Вони живуть в тропічних вологих рівнинних лісах та варзейських лісах (тропічних лісах у заплавах Амазонки і її притоків) на висоті до 600, подекуди до 1100 м над рівнем моря.

## Поведінка
Панамські кадуки харчуються комахами, павуками та іншими безхребетними, яких ловлять в кронах дерев, на висоті 10-20 м над землею. Порівняно з карликовими кадуками, віддають перевагу верхівкам дерев.